# براد سافاج
براد سافاج (بالإنجليزية: Brad Savage)‏ هو ممثل أمريكي، ولد في 9 ديسمبر 1965 في الولايات المتحدة.

## أعمال

### أفلام
- (1984) ريد دان[5]

## وصلات خارجية
- براد سافاج على موقع IMDb (الإنجليزية)
- براد سافاج على موقع تيرنر كلاسيك موفيز (الإنجليزية)
- براد سافاج على موقع ديسكوغز (الإنجليزية)
- براد سافاج على موقع قاعدة بيانات الفيلم (الإنجليزية)